# Thomas Tomkins
Thomas Tomkins (ur. 1572 w St David’s, pochowany 9 czerwca 1656 w Martin Hussingtree) – angielski kompozytor i organista.

## Życiorys
Pochodził z rodziny muzycznej: jego ojciec Thomas był organistą katedry św. Dawida, muzykami byli także przyrodni bracia John, Giles i Robert. Prawdopodobnie pobierał naukę u ojca i był śpiewakiem w chórze katedry św. Dawida. Później był uczniem Williama Byrda. W 1596 roku otrzymał posadę chórmistrza katedry w Worcesterze. Od około 1620 roku zatrudniony był także w Chapel Royal, początkowo na stanowisku Gentleman Ordinary, od 1621 roku jeden z organistów, a od około 1625 roku prawdopodobnie pierwszy organista. Obowiązki organisty katedry w Worcesterze sprawował do 1646 roku, kiedy to po zajęciu miasta przez wojska Cromwella zaprzestano sprawowania liturgii. Przez kilka lat przebywał jeszcze w mieście, od 1654 roku pozostawał pod opieką syna Nathaniela w Martin Hussingtree. 

## Twórczość
Należał do czołowych angielskich twórców okresu panowania Karola I i jednocześnie był ostatnim z wielkich naśladowców Williama Byrda. Jego własny styl, noszący wiele cech indywidualnych, ukształtował się na gruncie tradycyjnych gatunków i form, nie podlegając większym zmianom. Skomponował 29 madrygałów, 5 services, około 120 anthems, a także liczne utwory przeznaczone na instrument klawiszowy. Większość kompozycji religijnych Tomkinsa opublikowana została w zbiorze Musica Deo sacra et ecclesiae anglicanae (Londyn 1668). Twórczość kompozytora cechuje się stosowaniem ścisłych reguł kontrapunktycznych, utwory sakralne i świeckie nie są zróżnicowane pod względem stylistycznym.